# EPDFView
ePDFView est un lecteur de fichiers PDF complet et relativement léger écrit en GTK+. Ne dépendant pas de bibliothèques GNOME ou KDE, il est particulièrement bien adapté pour Xfce.
Cependant, ePDFView demande des ressources processeur semblables à celles d'Evince, contrairement à son concurrent Xpdf, certes moins esthétique, mais aussi moins gourmand en CPU.